# Badamalli, Byadgi
Badamalli là một làng thuộc tehsil Byadgi, huyện Haveri, bang Karnataka, Ấn Độ.